# Ahmad Ibn Tulun
Ahmad ibn Tulun (ur. 835, zm. 884) – emir Egiptu, założyciel dynastii Tulunidów, pochodzący z tureckiej gwardii kalifów abbasydzkich. Przybył do Egiptu w roku 868 jako przedstawiciel namiestnika Egiptu, którym był jego ojczym Bajbak. Zręcznie wykorzystując intrygi na dworze kalifa zdobył samodzielną władzę w Egipcie i Syrii. W czasie swego panowania wprowadził liczne reformy administracyjne, m.in. formalnie podporządkował Syrię i Palestynę Egiptowi, zreorganizował administrację podporządkowując ja armii.